# La mujer del puerto (película de 1991)
La mujer del puerto es una película mexicana estrenada en 1991, dirigida por Arturo Ripstein y protagonizada por Evangelina Sosa y Damián Alcázar. La película se basa en la novela Le Port escrita por el Guy de Maupassant, y es la tercera adaptación mexicana de su obra. 

## Sinopsis
Perla, una adolescente que trabaja como bailarina en un cabaret y que, a la vez, es prostituida por su madre Tomasa, conoce al Marro, un marinero enfermo que se enamora perdidamente de ella, Tomasa intentará por todos los medios terminar con esa relación, pues sabe un secreto que la hace la imposible.

## Elenco
- Damián Alcázar - Marro
- Alejandro Parodi - Carmelo
- Juan Pastor - Simón
- Patricia Reyes Spíndola - Tomasa
- Evangelina Sosa - Perla
- Ernesto Yáñez - Eneas

## Distribución
La película se presentó en septiembre de 1991 en el Festival Internacional de Cine de Toronto y luego en el Festival de Cine de Nueva York. Distribución internacional: en Francia el 27 de marzo de 1996 en Colifilms Distribution; en España, el 11 de julio de 1996; en Argentina, el 14 de mayo de 1998. Se proyectó en la sección Un certain regard del Festival de Cine de Cannes de 1991. El 26 de noviembre de 1997 se mostró en el Festival Internacional de Cine de Tesalónica.

## Recepción
Pedro Paunero comparó la película con las versiones anteriores, considerándola inferior: "Su melodrama apenas si sobrepasa lo telenovelesco, y palidece al lado de maestros del melodrama como Rainer Werner Fassbinder, y su película-epitafio “Querelle” (1982), igualmente situada en los muelles y el submundo de la prostitución, masculina, en este caso. Los elementos obscenos, escatológicos y, pretendidamente escandalosos, no pasan de unos desnudos de traseros mal concebidos, a la vez que, las escenas concernientes al aborto, lindan con el puro cine de explotación, en un metraje lento y cansino, cuyas situaciones reiterativas se tornan aburridas y pesadas." 